# Lingdi, Qingliu
Lingdi är en köping i sydöstra Kina. Den ligger i Qingliu härad i staden Sanming i provinsen Fujian, omkring 250 kilometer väster om provinshuvudstaden Fuzhou. Antalet invånare är 9 868. Befolkningen består av 4 705 kvinnor och 5 163 män. Barn under 15 år utgör 16,0 %, vuxna 15-64 år 71 %, och äldre över 65 år 12,0 %.